# Dương thức Thái cực quyền

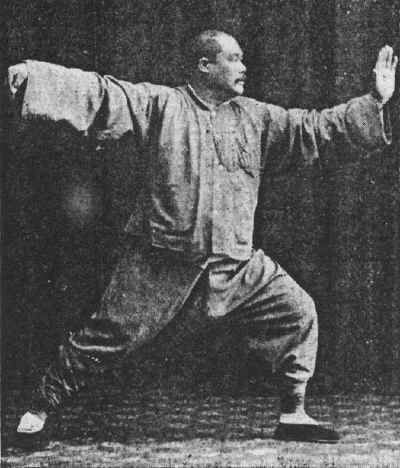
Chiêu thức Đơn tiên trong quyền lộ của Dương gia Thái cực do quyền sư Dương Trừng Phủ biểu diễn

Dương thức Thái cực quyền, Dương gia thái cực quyền hay Dương thị Thái cực quyền (楊式, 楊家, 楊氏 太極拳), là tên gọi lưu phái Thái cực quyền của dòng họ Dương, Trung Quốc. Xuất phát từ Trần thức Thái cực quyền, được Dương Lộ Thiền và con cháu xiển dương, phát triển hình thành hệ thống riêng và lưu truyền rộng rãi về sau, Thái cực quyền của dòng họ Dương trở thành một trong những chi phái Thái cực quyền lớn nhất.
Hiện nay, Dương thức Thái Cực quyền vẫn đang được giảng dạy khắp nơi trên thế giới tại những trung tâm đào tạo do Hoàng Tính Hiền (Huang Sheng Shyan) lập ra, cùng với đó là những trung tâm Heaven Man Earth của Adam Mizner. Hiện đệ tử chân truyền (indoor student) của Dương thức Thái Cực quyền là Lương Đức Hoa (Liang De Hua)  cũng đang giảng dạy tại Chiang Mai, Thái Lan và mở lớp học online.
Từ Dương gia Thái cực quyền cũng khai sinh Lý gia Thái cực quyền (Lijia Taiji Quan) do Lý Thụy Đông (Li Ruidong), Ngô thức Thái cực quyền do Ngô Toàn Hựu (1834-1942) là các đệ tử của Dương Lộ Thiền sáng lập.
Bài Thái cực quyền giản hóa 24 thế hiện đang được luyện tập phổ biến tại các câu lạc bộ dưỡng sinh trên toàn thế giới xuất phát từ các chiêu thức của Dương thức Thái cực quyền, được sáng tác vào thập niên 1950 ở Trung Quốc dưới sự chỉ định của Quốc gia Thể Ủy Trung Quốc. Tuy nhiên, tại các hệ thống trung tâm đào tạo Thái Cực quyền của những đệ tử Dương gia Thái Cực quyền thì các bài quyền truyền thống như Lão giá vẫn đang được giảng dạy cùng với những hệ thống bài tập cổ truyền của Thái Cực gồm nội công, trạm trang, phát kình, đẩy tay, áp dụng và vũ khí.

## Lịch sử
Thái cực quyền của dòng họ Dương xuất xứ ban đầu từ các chiêu thức của Trần gia Thái cực quyền, được Dương Lộ Thiền (Yang Lu-ch'an hoặc Yang Luchan, 楊露禪, 1799-1872), đến con là Dương Kiện Hầu (Jianhou 楊健侯, 1839-1917) và cháu là Dương Trừng Phủ (Yang Chengfu 楊澄甫, 1883-1936) phát triển, bổ sung thêm thắt, hình thành một lưu phái riêng. Do Đại Cách mạng Văn hóa diễn ra tại Trung Quốc từ năm 1966 đến năm 1976 mà nhiều hệ phái Thái Cực bắt đầu rời khỏi Trung Quốc đên Đài Loan và các nước khác.
Hiện tại, Lương Đức Hoa (Liang De Hua) là đệ tử nhánh Dương thức Thái Cực quyền của Cố Lệ Sinh (Gu Lisheng 顾丽生, 1903-1978) đang truyền bá Dương thức Thái Cực quyền tại Thái Lan. Những võ sư của các hệ phái Dương thức Thái Cực quyền vẫn đang giảng dạy tại Đài Bắc, Đài Loan, Malaysia,... cùng các trung tâm đào tạo trên khắp Đông Nam Á.

## Đặc điểm
Quyền thức của Dương thức Thái cực quyền mở rộng gọn gàng, cấu trúc chặt chẽ, thân pháp trung chính, động tác hòa thuận, nhẹ nhàng linh hoạt mà bình tĩnh lắng đọng. Phép luyện từ buông lỏng dẫn vào mềm mại, cương nhu tương tế, có phong cách đặc sắc riêng biệt. Quyền giá chia ra cao, vừa, thấp, người mới học có thể căn cứ vào tuổi tác, giới tính, thể lực và mục đích luyện tập mà chọn lựa quyền giá cao hay thấp.
Vì sự phổ biến của những bài quyền nhẹ nhàng mà người ta có thể thấy tại công viên dành cho người già dưỡng sinh (khó có thể phần biệt Thái Cực quyền dưỡng sinh hiện nay là thuộc Trần thức hay Dương thức), nên nhiều người nhầm tưởng Thái Cực quyền chỉ gồm những bài quyền nhẹ nhàng và dùng để dưỡng sinh. Dương thức Thái Cực quyền là một hệ thống võ thuật nội gia đẩy đủ gồm: những bài tập về năng lượng, nội công, trạm trang, phát kình, đẩy tay, các bài quyền và ứng dụng, các bài tập đẩy tay, đối luyện dành cho hai người,...

## Dương thức Thái cực quyền thập yếu
Dương thức Thái cực quyền thập yếu (10 yếu lĩnh luyện tập Dương thức Thái cực quyền) bao gồm:
1. Hư linh đỉnh kình: đầu cổ ngay thẳng, thần quán tại đỉnh, không vận sức mà phải tự nhiên.
2. Hàm hung bạt bối: ngực hơi thóp vào để khí trầm đan điền (hàm hung), và khí dính ở lưng (bạt bối)
3. Tùng yêu: buông lỏng eo, biến hóa hư thực của động tác đều tùy theo sự chuyển động của eo.
4. Phân hư thực: tách biệt rõ rệt hư thực của động tác, thủ-bộ-cước pháp, trọng lượng dồn lên chân nào chân đó là thực, chân còn lại là hư.
5. Trầm kiên trụy chẩu: hai vai buông lỏng tự nhiên (trầm kiên), hai cùi chỏ cũng hạ thấp hướng xuống (trụy chẩu)
6. Dụng ý bất dụng lực: toàn thân buông lỏng, không sử dụng kình lực vụng về cứng nhắc, lấy ý quán chỉ động tác. Ý đến thì khí đến và từ khí đến thì lực đến.
7. Thượng hạ tương tùy: tức trên và dưới đều phải theo nhau. Tay động, eo động, chân động, nhãn thần theo đó mà động.
8. Nội ngoại tương hợp: Khi khai cũng như khi hợp đều dựa trên cơ sở trong ngoài hợp nhất, từ thần thái cho đến cơ thể, trong đó thần là chủ soái và thân là để sai khiến.
9. Tương liên bất đoạn: vận động liên miên như kéo tơ không gián đoạn.
10. Động trung cầu tịnh: lấy tĩnh cai quản động, tuy động mà như tĩnh. Luyện càng chậm càng tốt, càng chậm càng khiến hô hấp sâu dài, khí trầm đan điền.

## Chiêu thức bài quyền
Bài quyền của dòng họ Dương dưới đây với thứ tự danh xưng động tác theo bài do quyền sư nổi tiếng Dương Trừng Phủ biểu diễn và phân thế:
| TT | Tên chiêu thức                                                | TT | Tên chiêu thức (tiếp)                                                 |
| -- | ------------------------------------------------------------- | -- | --------------------------------------------------------------------- |
| 1  | Dự bị thức Thức dự bị                                         | 44 | Tiến bộ ban lan trùy Bước tiến gạt ngăn chặn đấm                      |
| 2  | Khởi thế Thế khởi đầu Thái cực quyền                          | 45 | Như phong tự bế Như ngăn như chặn                                     |
| 3  | Lãm tước vĩ Vuốt đuôi công                                    | 46 | Thập tự thủ Tay chữ "thập"                                            |
| 4  | Đơn tiên Một cây roi                                          | 47 | Bảo hổ quy sơn Ôm cọp về núi                                          |
| 5  | Đề thủ thượng thế Thế nâng tay lên                            | 48 | Tà đơn tiên                                                           |
| 6  | Bạch hạc lượng sí Hạc trắng xòe cánh                          | 49 | Dã mã phân tông Ngựa hoang lắc bờm                                    |
| 7  | Tả lâu tất ảo bộ Bước nghịch (tay) quét đầu gối bên trái      | 50 | Lãm tước vĩ Vuốt đuôi công                                            |
| 8  | Thủ huy tỳ bà Tay gẩy đàn tỳ bà                               | 51 | Đơn tiên                                                              |
| 9  | Tả hữu lâu tất ảo bộ Bước nghịch (tay) quét đầu gối trái phải | 52 | Ngọc nữ xuyên thoa Thiếu nữ đưa thoi                                  |
| 10 | Thủ huy tỳ bà Tay gẩy đàn tỳ bà                               | 53 | Lãm tước vĩ                                                           |
| 11 | Tả lâu tất ảo bộ                                              | 54 | Đơn tiên                                                              |
| 12 | Tiến bộ ban lan trùy                                          | 55 | Vân thủ                                                               |
| 13 | Như phong tự bế Như gió tự đóng                               | 56 | Đơn tiên                                                              |
| 14 | Thập tự thủ Tay chữ "thập"                                    | 57 | Hạ thế                                                                |
| 15 | Bảo hổ quy sơn Ôm hổ về núi                                   | 58 | Kim kê độc lập Gà vàng một chân                                       |
| 16 | Chẩu để khán trùy Đáy chỏ nhìn tay đấm                        | 59 | Tả hữu đảo niện hầu                                                   |
| 17 | Tả hữu đảo niện hầu Đuổi khỉ lui lại                          | 60 | Tà phi thức                                                           |
| 18 | Tà phi thức Thế bay xéo                                       | 61 | Đề thủ thượng thế                                                     |
| 19 | Đề thủ thượng thế                                             | 62 | Bạch hạc lượng sí                                                     |
| 20 | Bạch hạc lượng sí                                             | 63 | Tả lâu tất ảo bộ                                                      |
| 21 | Tả lâu tất ảo bộ                                              | 64 | Hải để châm                                                           |
| 22 | Hải để châm Kim đâm đáy biển                                  | 65 | Phiến thông bối                                                       |
| 23 | Phiến thông bối Quạt mát lưng                                 | 66 | Chuyển thân bạch xà thổ tín Chuyển thân, rắn trắng nhả độc            |
| 24 | Phiết thân chùy Ném chùy                                      | 67 | Ban lan chùy                                                          |
| 25 | Tiến bộ ban lan chùy Tiến bước gạt tay chặn đấm               | 68 | Lãm tước vĩ                                                           |
| 26 | Thượng bộ lãm tước vĩ Bước lên vuốt đuôi chim                 | 69 | Đơn tiên                                                              |
| 27 | Đơn tiên                                                      | 70 | Vân thủ                                                               |
| 28 | Vân thủ Tay mây                                               | 71 | Đơn tiên                                                              |
| 29 | Đơn tiên                                                      | 72 | Cao thám mã đới xuyên chưởng                                          |
| 30 | Cao thám mã Xoa đầu ngựa                                      | 73 | Thập tự thoái Bước lui hình chữ "thập"                                |
| 31 | Tả hữu phân cước                                              | 74 | Tiến bộ chỉ đơn chùy                                                  |
| 32 | Chuyển thân đặng cước                                         | 75 | Thượng bộ lãm tước vĩ                                                 |
| 33 | Tả hữu lâu tất ảo bộ                                          | 76 | Đơn tiên                                                              |
| 34 | Tiến bộ tài chùy Bước lên cắm chùy                            | 77 | Hạ thế                                                                |
| 35 | Phiên thân phiết thân chùy                                    | 78 | Thượng bộ thất tinh Bước lên bảy ngôi sao                             |
| 36 | Tiến bộ ban lan chùy                                          | 79 | Thối bộ khóa hổ Bước lui khóa hổ                                      |
| 37 | Hữu đặng cước                                                 | 80 | Chuyển thân bãi liên Xoay người hai tay (quét qua tay), đá tạt lá sen |
| 38 | Tả đả hổ thức Thế đánh hổ bên trái                            | 81 | Loan cung xạ hổ Dương cung bắn hổ                                     |
| 39 | Hữu đả hổ thức Thế đánh hổ bên phải                           | 82 | Tiến bộ ban lan chùy                                                  |
| 40 | Hồi thân hữu đặng cước Lùi thân đá bên phải                   | 83 | Như phong tự bế                                                       |
| 41 | Song phong quán nhĩ Hai luồng gió thổi vào tai                | 84 | Thập tự thủ                                                           |
| 42 | Tả đặng cước Đá bên trái                                      | 85 | Thâu thế                                                              |
| 43 | Chuyển thân hữu đặng cước Chuyển thân đá bên phải             |    |                                                                       |

## Kỹ thuật thôi thủ
Kỹ thuật thôi thủ (đẩy tay) của dòng họ Dương bao gồm 2 dạng được lưu truyền phổ biến: Định bộ thôi thủ, Hoạt bộ thôi thủ, cùng các dạng khác được dạy tại các trung tâm đào tạo.